# Суперкубок Англії з футболу 1938
Суперкубок Англії з футболу 1938 — 25-й розіграш турніру. Матч відбувся 26 вересня 1938 року між чемпіоном Англії «Арсенал» та володарем кубка країни «Манчестер Юнайтед».
| Володарі Суперкубка Англії 1938 |
| ------------------------------- |
|                                 |
| «Арсенал» П'ятий титул          |

## Учасники
| Клуб               | Участей | Роки (жирним виділено перемоги)    |
| ------------------ | ------- | ---------------------------------- |
| «Арсенал»          | 6       | 1930, 1931, 1933, 1934, 1935, 1936 |
| «Престон Норт-Енд» | дебют   | дебют                              |

## Матч

### Деталі
| 26 вересня 1938 |

| «Арсенал» | 2–1      | «Престон Норт-Енд» |
| --------- | -------- | ------------------ |
| Дрейк     | Протокол | Б.Бітті            |

| Хайбері, Лондон Глядачів: 35 000 Арбітр: Г.В. Джонс |

| В                |  | Джордж Свіндін |
| З                |  | Джордж Мейл    |
| З                |  | Леслі Комптон  |
| ПЗ               |  | Джек Крейстон  |
| ПЗ               |  | Бернард Джой   |
| ПЗ               |  | Вілф Коппінг   |
| Н                |  | Альф Кірчен    |
| Н                |  | Леслі Джонс    |
| Н                |  | Тед Дрейк      |
| Н                |  | Брин Джонс     |
| Н                |  | Горейк Каммер  |
| Головний тренер: |  |                |
| Джордж Еллісон   |  |                |

| В  |  | Джордж Голдкрофт |
| З  |  | Лен Галлімоур    |
| З  |  | Енді Бітті       |
| ПЗ |  | Білл Шенклі      |
| ПЗ |  | Боб Бейті        |
| ПЗ |  | Джиммі Майлн     |
| Н  |  | Т.Макгіббон      |
| Н  |  | Джордж Матч      |
| Н  |  | Джиммі Дугал     |
| Н  |  | Боббі Бітті      |
| Н  |  | Джиммі Максвелл  |